# Cleòmbrot d'Esparta
Cleòmbrot (en llatí Cleombrotus, en grec antic Κλεόμβροτος) va ser un militar espartà, regent d'Esparta després de la mort de Leònides a la Batalla de les Termòpiles, i durant la minoria d'edat de l'hereu Plistarc.
Era fill d'Anaxàndrides II, germà de Doreu i de Leònides, i germanastre de Cleòmenes I, segons Heròdot.
Va ser nomenat regent l'any 480 aC a la mort del seu germà, en nom de Plistarc, el fill menor d'edat de Leònides. Com a cap de les forces peloponèsies es va dedicar a fortificar l'istme de Corint (480 aC i 479 aC), feina que va deixar per participar en la batalla de Platea, però de les paraules d'Heròdot sembla que no va lluitar i que es va retirar a Esparta a conseqüència d'un eclipsi de sol i va morir a la tornada, però com que la data de l'eclipsi ha estat fixada el 2 d'octubre del 480 aC és possible que abandonés l'istme el 480 aC per tornar-hi a la primavera del 479 aC fins a la campanya de Platea i morís llavors.
Va deixar dos fills: Pausànies (que el va succeir com a regent) i Nicomedes, segons diu Tucídides.